# 상 (광록훈)
상(賞, ? ~ ?)은 전한 후기의 관료이다. ‘상’은 이름자로, 성씨는 알려져 있지 않다.

## 생애
초원 2년(기원전 47), 광록훈에 임명되었다.

## 출전
- 반고, 《한서》 권19하 백관공경표(百官公卿表) 下

| 전임 소망지 | 전한의 광록훈 기원전 47년 ~ 기원전 46년? | 후임 주감 |